# Anarthrophyllum gayanum
Anarthrophyllum gayanum är en ärtväxtart som först beskrevs av Asa Gray, och fick sitt nu gällande namn av Benjamin Daydon Jackson. Anarthrophyllum gayanum ingår i släktet Anarthrophyllum och familjen ärtväxter. Inga underarter finns listade i Catalogue of Life.